# Jean Stewart (natation)
Pour les articles homonymes, voir Jean Stewart et Stewart.
Jean Stewart, née le 23 décembre 1930 à Dunedin et morte le 8 août 2020, à Auckland, est une nageuse néo-zélandaise.

## Biographie

### Carrière
Jean Stewart est médaillée d'argent du 110 yards dos aux Jeux de l'Empire britannique de 1950, médaillée de bronze du 100 mètres dos aux Jeux olympiques d'été de 1952 et médaillée de bronze du 110 yards dos aux Jeux de l'Empire britannique et du Commonwealth de 1954. Elle est éliminée en séries du 100 mètres dos aux Jeux olympiques d'été de 1956.

### Famille
Jean Stewart est la femme du nageur Lincoln Hurring et la mère du nageur Gary Hurring.